# Palaiargia optata
Palaiargia optata – gatunek ważki z rodziny pióronogowatych (Platycnemididae). Jest znany tylko z dwóch okazów – holotypu (samca) oraz samicy odłowionych na wyspie Obi w archipelagu Moluków (samicę odłowiono w 1953 roku).